# آق‌مشهد
آقمشهد روستایی از توابع دهستان تنگه سلیمان در بخش کلیجان‌رستاق شهرستان ساری در استان مازندران ایران است.
روستای آقمشهد واقع در فاصله ۳۵ کیلومتری جنوب ساری یکی زیباترین روستاهای این منطقه است. این روستا با نام‌های آق مشهد و آقامشهد هم شناخته می‌شود. این روستا از دو بخش اصلی کلیج خیل به معنی مردم دارنده احشام بزرگ و کمر خیل به معنی مردم دارنده احشام کوچک تشکیل شده است. این نام‌ها، هر دو واژگانی مرکب از زبان فارسی است. کل این روستا به اندازه ۵۰٬۰۰۰ هکتار وسعت دارد که سرتاسرش را مناظر و چشم‌اندازهایی خیره کننده دربر گرفته‌اند. در محل اتصال دو بخش اصلی روستا یک آبگیر ۵ هکتاری به چشم می‌خورد. روستای آقمشهد جاذبه‌های بسیاری نظیر تپه‌های کیجا قلعه، قلعه اردشیر، قلعه شاه نشین، کافر کتی، شیر شیرتک، جن کلی و همچنین جنگل‌های انبوه و چشمه‌های و آبشارهای متعددی را در خود جای داده است. از جاذبه‌های تاریخی موجود در آقمشهد هم می‌توان به دو امامزاده حارث وامامزاده علی اکبر اشاره کرد که به ترتیب یکی در جنوب و یکی در شمال روستا قرار دارند. به علاوه اینها یک مکان مذهبی هم به نام پیر سید بر زیبایی‌های این روستا می‌افزاید. تعداد ۲۵۰ خانه با ظاهری قدیمی از دیگر جلوه‌های خاص و قابل توجه آقمشهد است. بر اساس آخرین سرشماری که در این روستا انجام شده، یعنی سرشماری سال ۱۳۹۵ تعداد ۱۷۷ نفر در این خانه‌های روستایی زندگی می‌کنند.

## جمعیت
این روستا در دهستان تنگه سلیمان قرار داشته و بر اساس آخرین سرشماری مرکز آمار ایران که در سال ۱۳۸۵ صورت گرفته، جمعیت آن ۱۹۳ نفر (۷۳ خانوار) بوده است.

## جشن مردگان
مراسم جشن مردگان یا به زبان مازنی جشن مرده‌پلا همه‌ساله اواسط تابستان در امام‌زاده آق‌مشهد برگزار می‌شود.

## حواشی
در سال ۱۳۹۸ آیت الله حسینعلی خادمی، روحانی آقمشهدی ادعای وقف بودن روستای آقمشهد توسط خویش را داشت این شخص قبلاً کارمند اوقاف استان مازندران بود و قصد داشت ۵۶۰۰ هکتار در جشن‌های روستای آقمشهد را به نام خود کند این حواشی حتی به شبکه‌های یک و دو و سه و شبکه استانی مازندران هم کشیده شد حتی اهالی روستای آقمشهد اجازه زندگی در روستا را تا پایان یافتن پرونده در دادگاه را نداشتند آیت الله رئیسی رئیس وقت قوه قضائیه شخصاً به همراه دادستان ساری به روستای آقمشهد سفر کرده و پیگیر این مسئله بوده است.
اهالی روستا تجمعات فراوانی انجام دادند و اعتراض داشتند مردم با در دست داشتن پلاکاردهایی خواهان بازگرداندن جنگل‌های هیرکانی به منابع ملی شدند. بر روی پلاکاردها شعارهای «اموال عمومی وقف نمی‌شوند»؛ «روستای آقمشهد و ۵۶۰۰ هکتار جنگل را نمی‌توان وقف کرد» و «جنگل، منابع ملی و میراث جهانی است؛ اموال عمومی وقف نمی‌شوند» مساحت آقمشهد اندازه کشور سن مارینو است به چشم می‌خورد.
در ۱۵ شهریور ۱۴۰۰ اهالی روستای آقمشهد بعد از اعلام رای دادگاه به سودشان جشن برگزار کردند و به رقص پایکوبی پرداختند